# Pep Masó i Nogueras
Pep Masó i Nogueras (Argentona, 10 d'abril de 1952 – 24 de novembre de 2020) fou alcalde d'Argentona des del 2007 fins al 2011 en aconseguir formar coalició de govern de Tots per Argentona (TxA) amb CiU.

## Biografia
Emprenedor des de ben jove, després de la seva experiència periodística a "El Crit" i la seva experiència social i lúdica a Els Cabirols del Llaç d'Amistat, obrí el seu primer negoci amb en Joan Pannon, consistent en l'editorial "La Juliana" molt popular a la vila i al Maresme, en part gràcies a la seva important activitat cultural.
Des del 1979 ja està implicat políticament, en aquestes primeres eleccions municipals formarà part de la Candidatura d'Unitat Popular d'Argentona (CUPA), si bé sense sortir escollit regidor. Fou un dels impulsors de l'adquisició del Casal Argentoní per al Llaç d'Amistat, el Cine-Club i l'Associació de Veïns. A partir de l'any 1985 passa a ser empresari de la restauració, destacant la seva gestió del restaurant del Casal.
El 2005 reviu l'Associació de Veïns juntament amb altres veïns del municipi, sent-ne president, i editant la seva revista "El Banc de la Plaça". Mentre que al cap de poc temps crea amb altres veïns una agrupació d'electors de caràcter transversal i independent anomenada Tots per Argentona. Es presenta d'alcaldable amb TxA als comicis de 2007, sortint elegits 6 regidors de la seva llista i sent elegit alcalde d'Argentona després del pacte amb CiU (3 regidors). Amb els comicis de 2011, TxA obté 5 regidors, mentre que CiU obté 4 regidors, i això li permet a Ferran Armengol formar un equip de govern format per CiU, PSC, Argentcat i l'Entesa. Pep Masó passa, doncs, a ser el cap de l'oposició.